# Anders Danielsson (dalmålare)
Ifwares Anders Danielsson, född 1775 i Rovgärdet, död 1835, var en svensk dalmålare, verksam vid 1700-talets slut.
Han gifte sig 1797 med Anna Eriksdotter född 1770 i Vikarbyn, Rättvik och var far till dalmålaren Daniel Andersson. 
Danielsson var en av de dalmålare som förde Målar Erik Eliassons utarbetade dekorationsstil vidare. Han var den mest individuella av dalmålarna och hans namn finns endast som bokstavssignatur på fullständiga inredningar och några enstaka möbler men många föremål tillskrivs honom på grund av måleriets färgskala och den flotta blomstermålningen. Han är representerad i Nordiska museet med en inredning från Glisstjärna i Rättviks socken som utfördes 1798. I de fall han signerade sina arbeten var signaturen ADS. 